# ماتیا ده مارکی
ماتیا ده مارکی (ایتالیایی: Mattia De Marchi؛ زادهٔ ۳ ژوئن ۱۹۹۱ ‏(۳۳ سال)) دوچرخه‌سوار اهل ایتالیا است.
از باشگاه‌هایی که در آن رکاب زده‌است می‌توان به اندرونی جوکاتولی–سیدرمک اشاره کرد.